# التبصرة بالتجارة
التبصرة بالتجارة في وصف ما يستظرف في البلدان من الأمتعة الرفيعة والأعلاق النفيسة والجواهر الثمينة هو كتاب من تأليف الجاحظ يسرد فيه أنواع الاحجار والمجوهرات من أسمائها وكيفية التمييز بين الحقيقي والزائف منها؛ وينتقل منها إلى الملبس والثياب؛ كما ذكر البلدان التي كان يجلب منها الأقمشة والمجوهرات وما كانت تتميز به كل دولة في إنتاجها فتصدره وما كانت كل دولة تستورده.